# ГЕС Албареллос
ГЕС Албареллос (ісп. PRESA: ALBARELLOS) — гідроелектростанція на північному заході Іспанії на річці Авіа (права притока найбільшої річки Галісії Мінью).
Для роботи станції Авію перекрили арковою греблею висотою 90 метрів та довжиною 285 метрів, на спорудження якої пішло 217 тис. м3 матеріалу. Вона утворила водосховище з площею поверхні 2,8 км2 та об'ємом від 4,5 до 91 млн м3 (в залежності від рівня поверхні). Окрім прямого стоку, до нього через тунель довжиною 4,25 км подається ресурс із Вінью (ліва притока Авіа, яка впадає в неї нижче від греблі Албареллос). На Вінью при цьому споруджена гравітаційна гребля висотою 15 метрів та довжиною 27 метрів, яка потребувала 2,5 тис. м3 матеріалу та утримує невеличку водойму із об'ємом 0,1 млн м3.
Із водосховища Албареллос вода подається до машинного залу, розташованого нижче по долині річки, через дериваційний тунель довжиною 3,1 км, який переходить у напірний водогін довжиною 230 метрів. Діаметр цієї системи коливається від 3,75 до 2,65 метра.
Основне обладнання станції становить одна турбіна типу Френсіс потужністю 59,2 МВт, яка при напорі 153 метри може виробляти до 200 млн кВт-год електроенергії на рік.
Зв'язок з енергосистемою відбувається по ЛЕП, що працює під напругою 220 кВ.